# 黄雨涵
黄雨涵（德語：Yuhan Huang，2003年5月30日—），云南昆明人、中國大陸異議人士，现居于德国下萨克森州哥廷根。德国主要政党德国基督教民主联盟党员，曾多次公开批评中国共产党政策，他目前与哥廷根基民党青年联盟（Junge Union）正在争取汉诺威大学和哥廷根大学终止与孔子学院的合作。